# Depósitos del agua de la Fiesta del Árbol
Los Depósitos del Agua de la Fiesta del Árbol son un complejo cultural formado por dos  simbólicos depósitos de agua diseñados por el ingeniero José Luis Escario situado en el parque de la Fiesta del Árbol de la ciudad española de Albacete. Es el depósito de agua elevado más alto de España y el edificio más alto de Castilla-La Mancha.
Con 70,27 metros de altura es uno de los grandes símbolos y el faro de la capital manchega. Forma parte del panorama urbano de Albacete, visible desde kilómetros de distancia.
El complejo es sede del Centro de Interpretación del Agua de Albacete (CIAb), centro de referencia nacional integrado por el Museo del Agua, un mirador turístico que ofrece una panorámica de la mayor urbe de Castilla-La Mancha o un auditorio, además de un centro cultural, una sala de estudio, una biblioteca y una cafetería.

## Historia

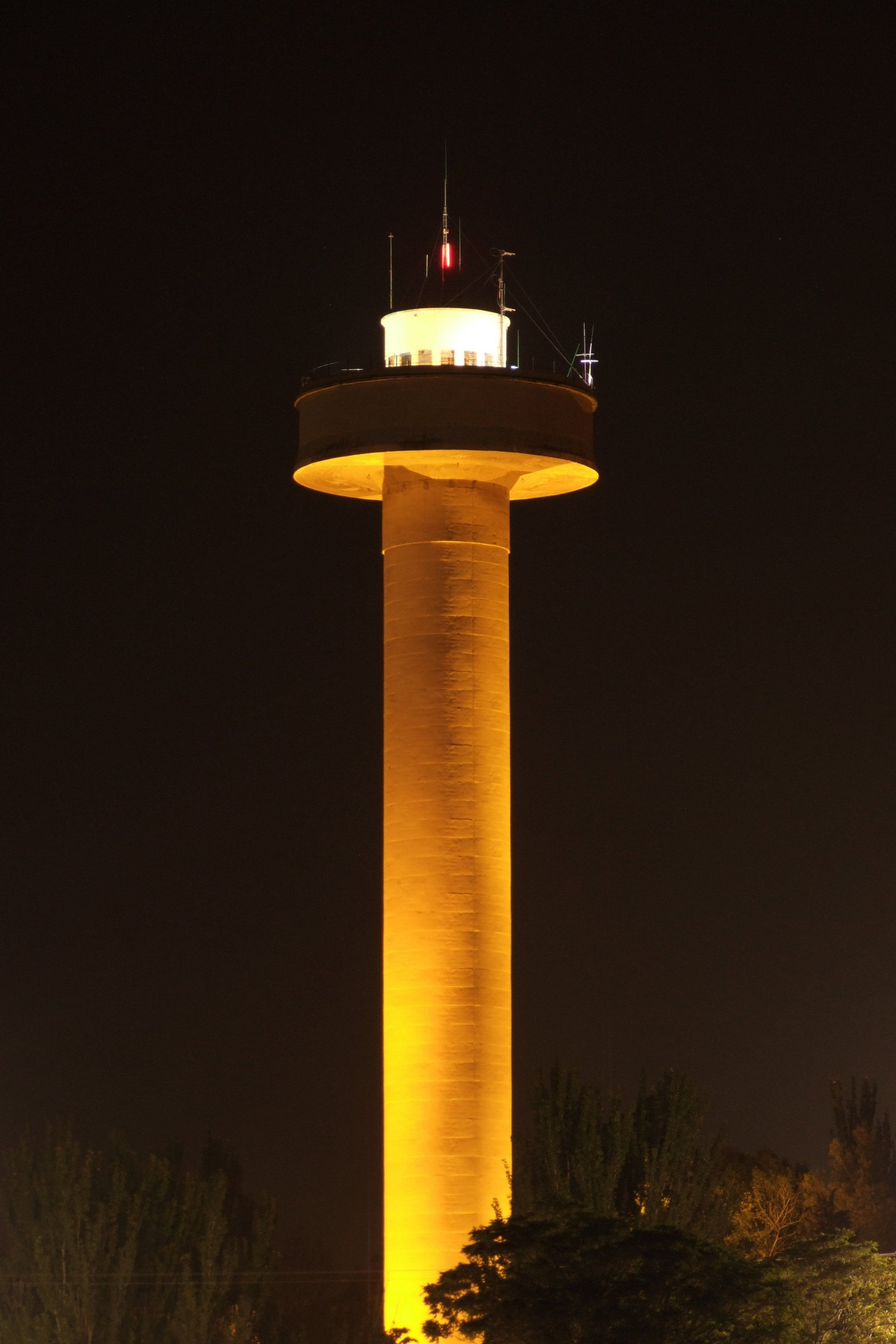
Vista nocturna del depósito

El 20 de noviembre de 1935 el Ayuntamiento de Albacete aprobó el proyecto para construir un nuevo depósito de agua con el objeto de mejorar al abastecimiento de agua de la ciudad. El proyecto fue encargado al ingeniero de caminos José Luis Escario. Sin embargo, se pospuso hasta que, tras la guerra civil, el aumento de la población hizo que en 1940 se retomara el proyecto.
El nuevo depósito de agua se presupuestó en 5 580 398,70 pesetas, de los que el ayuntamiento puso 3 400 000 y el resto el Gobierno de España, y fue finalizado el 5 de noviembre de 1944 con una altura de 67,3 metros. Según el profesor de la Universidad de Murcia Aurelio Cebrián Abellán ambos depósitos fueron construidos entre los años 1944 y 1947.
El sistema nunca llegó a funcionar ya que no se construyó la red de distribución necesaria a lo largo de la ciudad. Según una leyenda urbana fue un "reventón de tuberías" lo que no llegó a permitir su utilización.
En 2009 la Confederación Hidrográfica del Júcar anunció el proyecto de rehabilitación y ampliación de los depósitos de agua de la Fiesta del Árbol para convertirlos en un mirador y un centro de interpretación del agua y de recepción de visitantes. El proyecto supuso una inversión de 7 904 247 € y su ejecución finalizó en 2013. En 2019 comenzaron a ser acondicionados, siendo inaugurados el 1 de junio de 2021 por diferentes autoridades, albergando el Centro de Interpretación del Agua de Albacete (CIAb), que contiene el Museo del Agua, así como un mirador turístico de 70 metros de altura y un auditorio con capacidad para 100 personas, entre otras instalaciones.

## Características
Los depósitos de agua de la Fiesta del Árbol son dos depósitos:
- El depósito inferior es el antiguo depósito de regulación con una capacidad de 12 000 m³. Tiene forma rectangular y posee dos compartimentos: el compartimento derecho y el compartimento izquierdo.
- El depósito superior, también conocido como torre del Agua o torre de la Fiesta del Árbol, es el antiguo depósito de acumulación. De forma cilíndrica, tiene una altura de 70,27 m y 15 plantas.

Además, con motivo de su rehabilitación y ampliación se construyó un nuevo edificio. Los tres edificios están unidos entre sí por un cuerpo de edificación de tres plantas de altura.

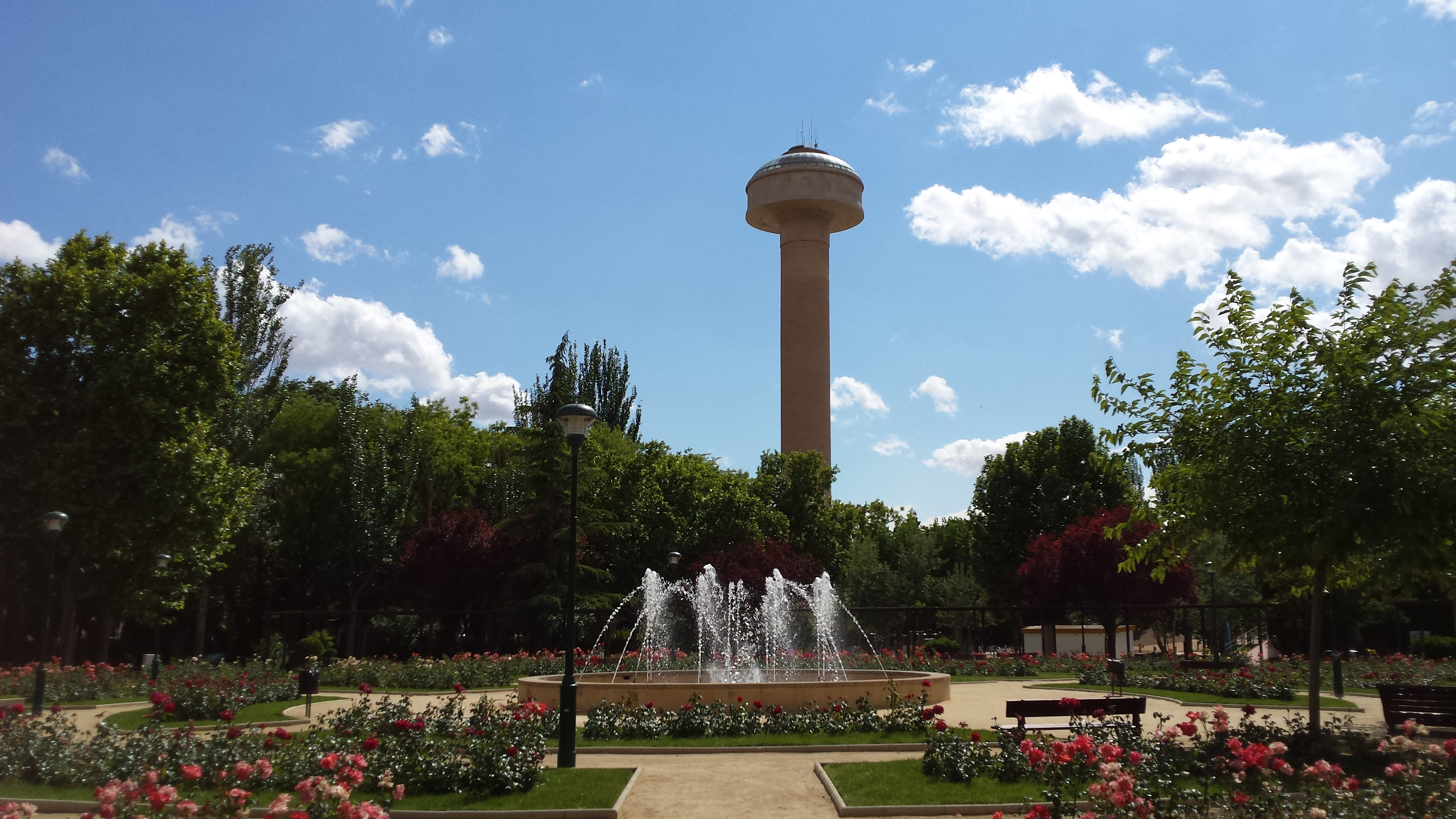
Fuente de la Rosaleda y depósito en segundo plano
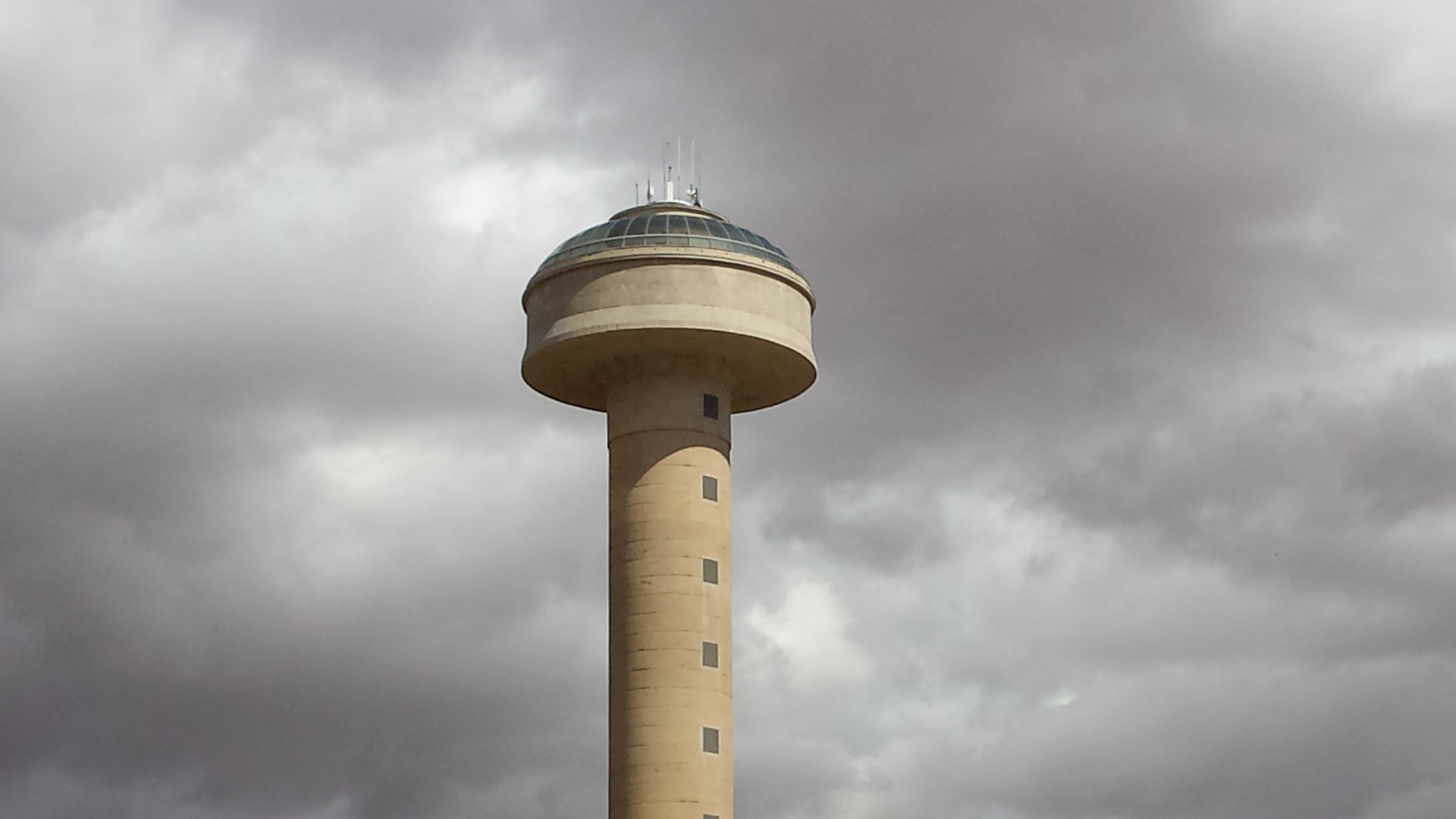
Parte superior de la torre
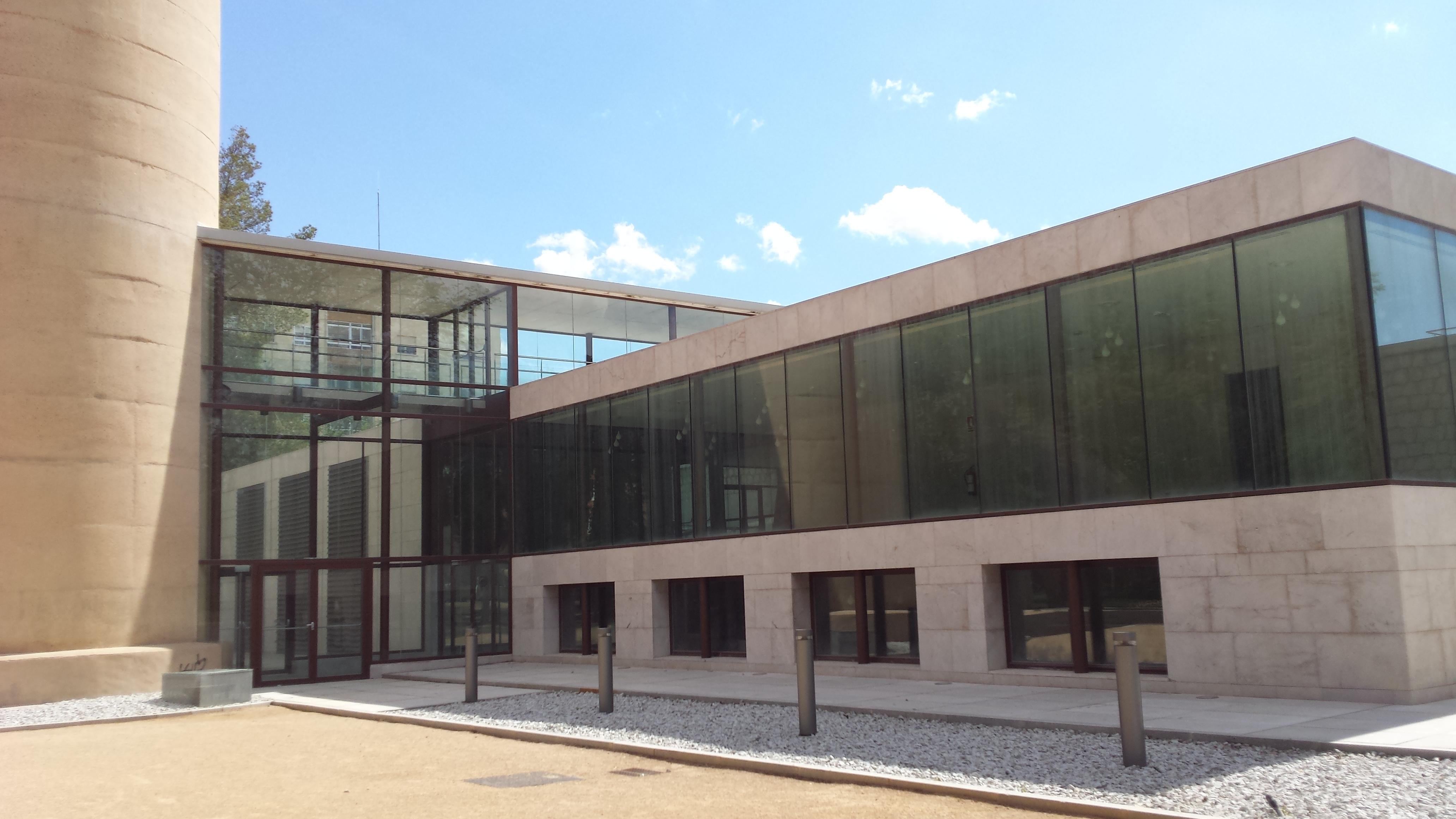
Base de la torre
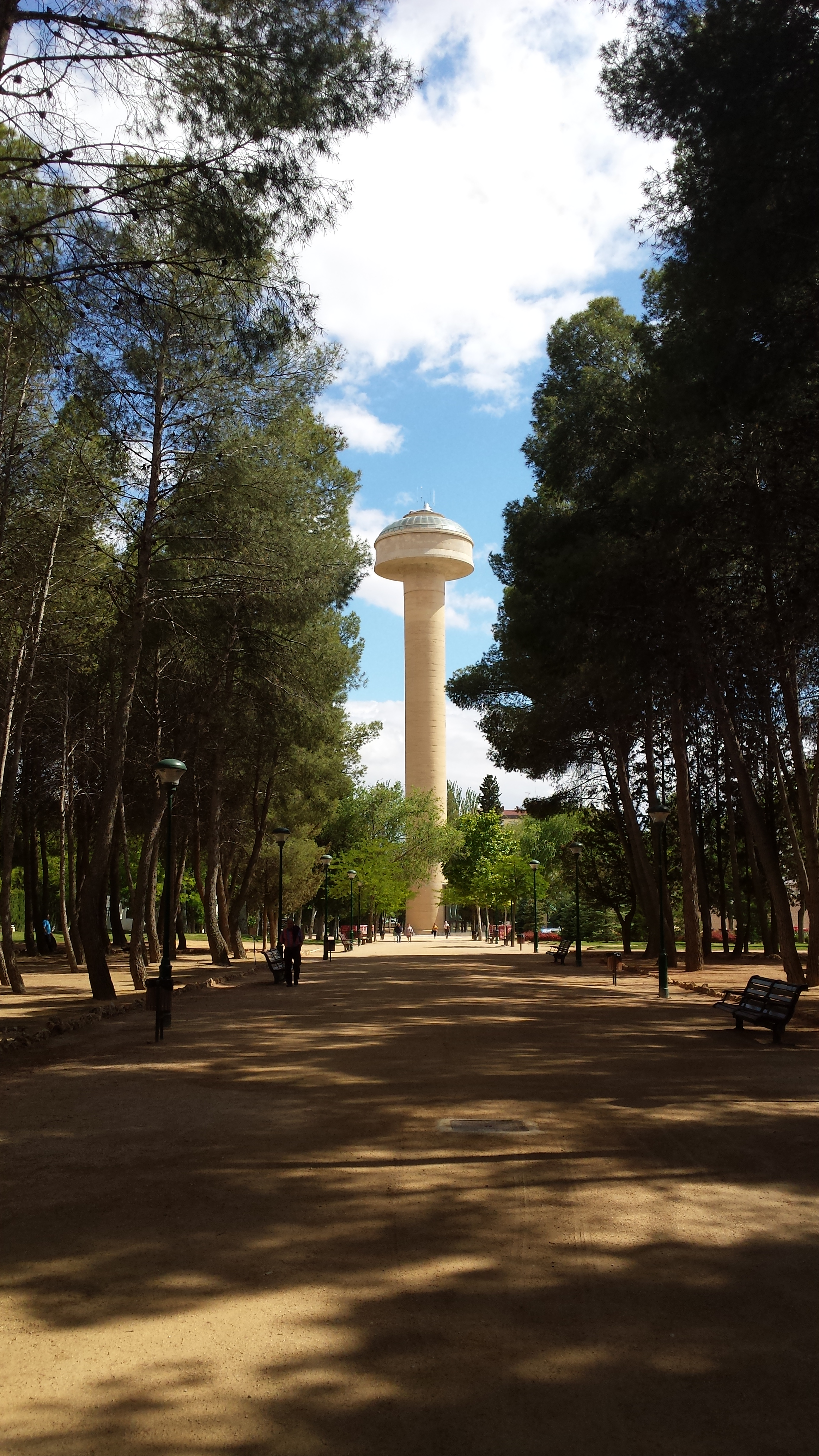
Paseo del Pinar
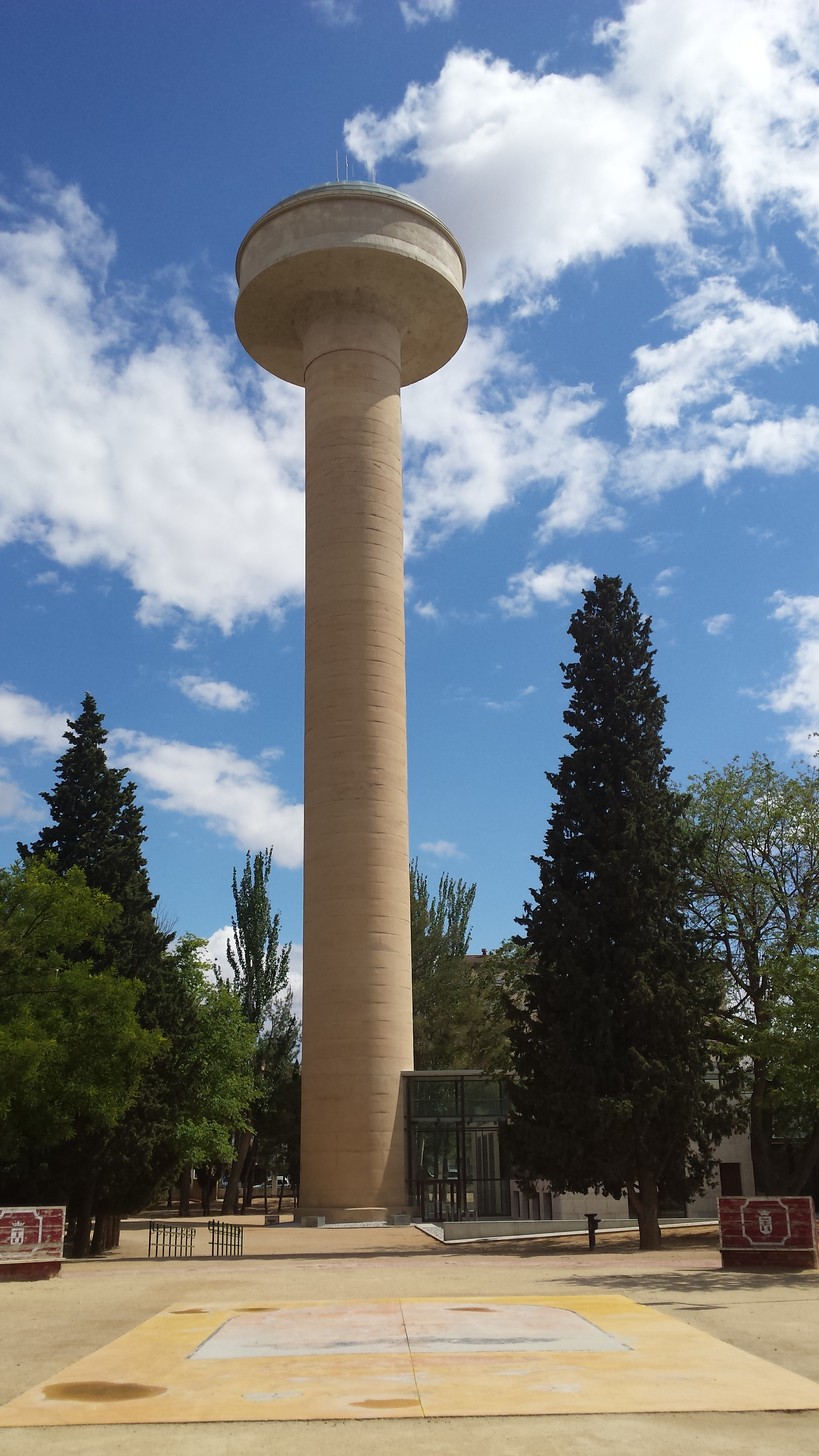
Escudo de Albacete en primer plano

## En la cultura
En 2022 el español Christian López logró en la Torre del Agua el récord Guinness firmando la mayor ascensión vertical subiendo escaleras en una hora desbancando al japonés Ryoji Watanabe.
El depósito alberga un vértice geodésico del Instituto Geográfico Nacional (IGN) que indica una posición geográfica exacta.